# Jiangsu Football Club
Jiangsu Football Club (Chinês simplificado: 江苏苏宁) foi um clube de futebol da cidade de Nanquim, Jiangsu na China.
Em 28 de fevereiro de 2021 o Jiangsu Suning anunciou que chegou ao fim o seu time de futebol. A empresa multinacional que dava o sobrenome ao clube tinha anunciado no início de fevereiro de 2021 que estava colocando à venda a equipe, mas não encontrou um comprador.

## Uniformes

### 1º Uniforme
| 2020 | 2019 | 2018 | 2017 |

### 2º Uniforme
|  |  |  |  |  |  |  |  |  |  |  |  |  |  |  |  |  |  |  |  |  |  |  |  |  |  | 2019 | 2018 | 2017 |

### Outros Uniformes
| 3º Uniforme 2017 |

## História

### Nomes
- -1993 Time Jiangsu Provincial 江苏省代表队
- 1994-1995 Jiangsu Maint 江苏迈特
- 1995 Jiangsu FC 江苏队
- 1996-2000 Jiangsu Jiajia 江苏加佳
- 2000-2015 Jiangsu Sainty
- 2015-2020 Jiangsu Suning 江苏舜天
- 2021 Jiangsu

## Títulos
- Campeonato Chinês: 2020
- Copa da China de Futebol: 2015
- Supercopa da China: 2013